# 甫嶺駅
甫嶺駅（ほれいえき）は、岩手県大船渡市三陸町越喜来字甫嶺にある三陸鉄道リアス線の駅である。
駅の愛称は「金のしずく」。駅西側にある今出山が、かつて金山であったことに由来する。
フジテレビ系列月9ドラマ『監察医 朝顔』に登場する「仙ノ浦駅」のロケ地である。

## 歴史
- 1973年（昭和48年）7月1日：日本国有鉄道盛線の駅として開業[1][3]。無人駅[4]。
- 1984年（昭和59年）4月1日：三陸鉄道に転換[1][5]。南リアス線所属となる[5]。
- 1994年（平成6年）2月22日：釜石方面へ向かう2両編成の列車が駅進入直前で突風に煽られて脱線転覆[6]。
- 2011年（平成23年）3月11日：東日本大震災により南リアス線全線不通、駅休業。駅から盛方面へ向かうレール・盛り土が津波の被害に遭う。
- 2013年（平成25年）4月3日：南リアス線盛駅 - 吉浜駅間復旧により営業再開[7]。
- 2025年（令和7年）
  - 2月27日：大船渡市山林火災に伴い、運休。
  - 3月11日：運転再開。

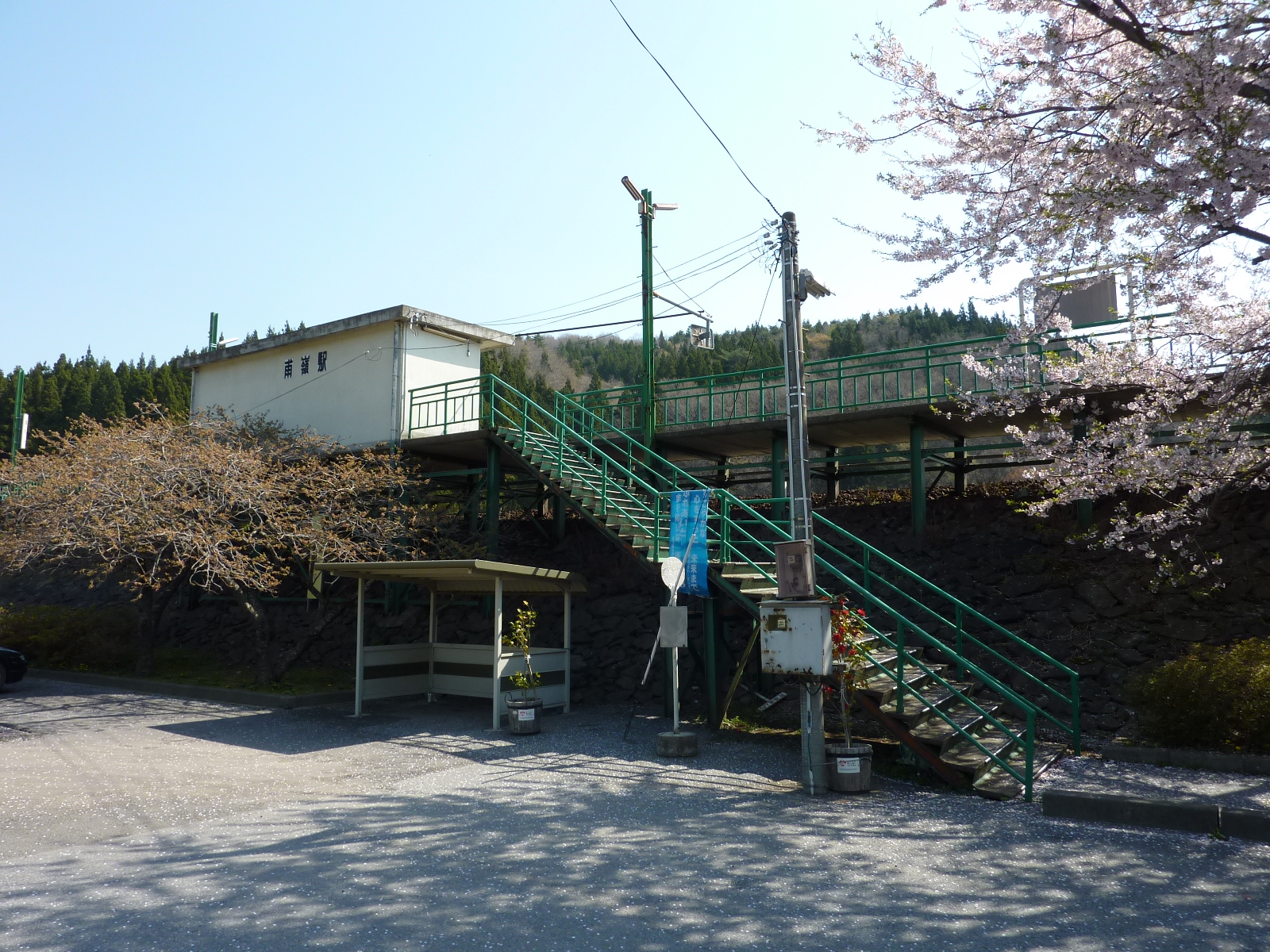
震災前の駅（2010年5月）
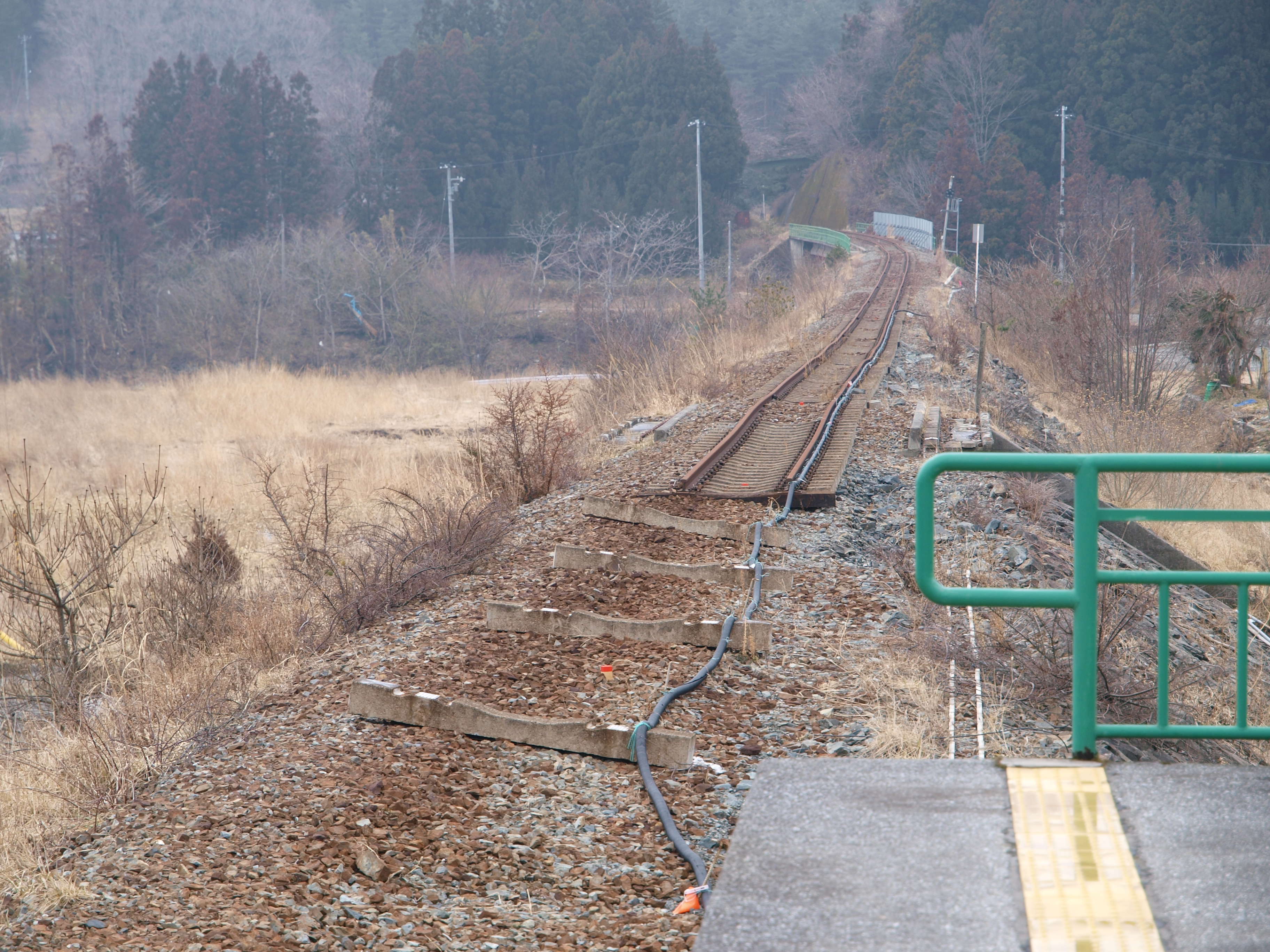
震災の被害を受けた線路（2012年3月）

## 駅構造
単式ホーム1面1線の地上駅である。無人駅だが、待合室とトイレがある。

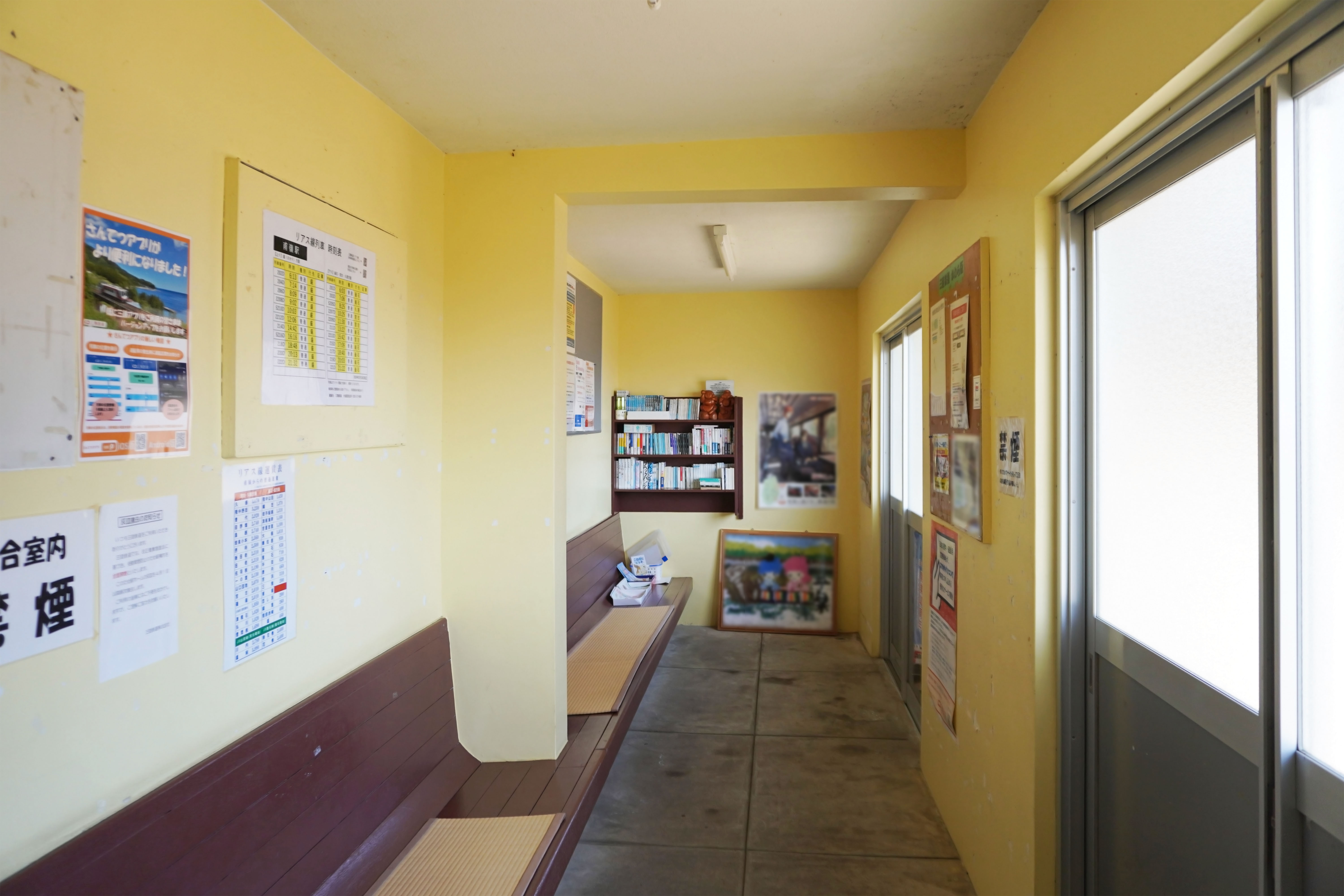
待合室（2024年3月）
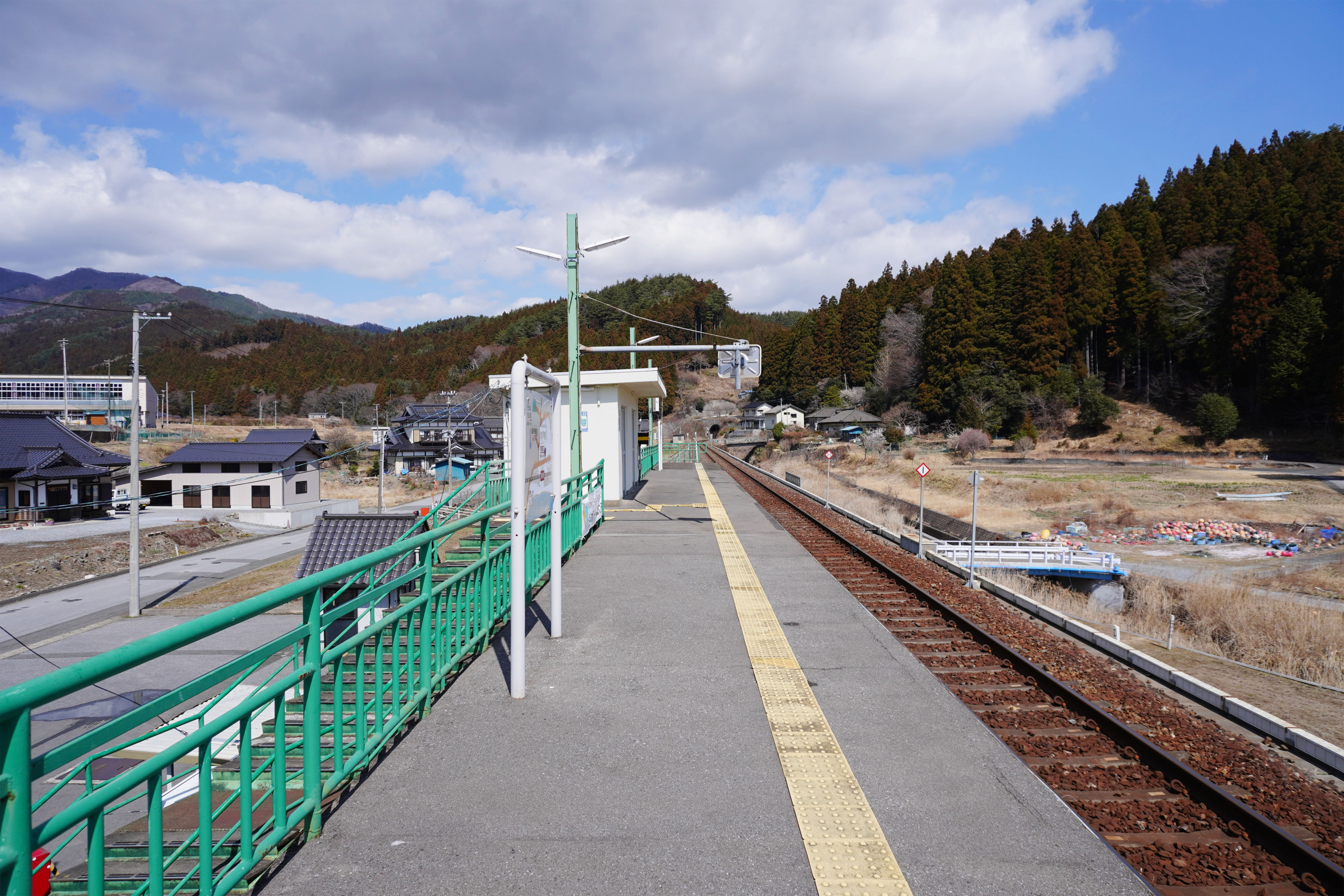
ホーム（2024年3月）

## 利用状況
「大船渡市統計書」によると、2023年度（令和5年度）の1日平均乗車人員は6人である。
2002年度（平成14年度）以降の推移は以下のとおりである。
| 乗車人員推移       | 乗車人員推移     | 乗車人員推移 |
| 年度               | 1日平均 乗車人員 | 出典         |
| ------------------ | ---------------- | ------------ |
| 2002年（平成14年） | 21               | [ 市 2 ]     |
| 2003年（平成15年） | 16               | [ 市 2 ]     |
| 2004年（平成16年） | 17               | [ 市 2 ]     |
| 2005年（平成17年） | 14               | [ 市 3 ]     |
| 2006年（平成18年） | 14               | [ 市 3 ]     |
| 2007年（平成19年） | 13               | [ 市 3 ]     |
| 2008年（平成20年） | 13               | [ 市 4 ]     |
| 2009年（平成21年） | 14               | [ 市 4 ]     |
| 2010年（平成22年） | 12               | [ 市 4 ]     |
| 2011年（平成23年） | 運休             |              |
| 2012年（平成24年） | 運休             |              |
| 2013年（平成25年） | 7                | [ 市 5 ]     |
| 2014年（平成26年） | 4                | [ 市 5 ]     |
| 2015年（平成27年） | 8                | [ 市 5 ]     |
| 2016年（平成28年） | 10               | [ 市 6 ]     |
| 2017年（平成29年） | 8                | [ 市 6 ]     |
| 2018年（平成30年） | 9                | [ 市 6 ]     |
| 2019年（令和元年） | 10               | [ 市 7 ]     |
| 2020年（令和02年） | 6                | [ 市 8 ]     |
| 2021年（令和03年） | 7                | [ 市 9 ]     |
| 2022年（令和04年） | 7                | [ 市 10 ]    |
| 2023年（令和05年） | 6                | [ 市 1 ]     |

## 駅周辺
- 鬼沢漁港
- 県道9号大船渡綾里三陸線

## 隣の駅
三陸鉄道
■リアス線
恋し浜駅 - 甫嶺駅 - 三陸駅

### 記事本文
1. 1 2 3  石野哲 編『停車場変遷大事典 国鉄・JR編』 II（初版）、JTB、1998年10月1日、487頁。ISBN 978-4-533-02980-6。
2. 1 2 3  “甫嶺駅 | 三陸鉄道”.   三陸鉄道. 2024年5月10日閲覧。
3. ↑  “日本国有鉄道公示第80号”. 官報. (1973年6月22日)
4. ↑  「通報 ●盛線綾里・吉浜間の開業について（旅客局）」『鉄道公報』日本国有鉄道総裁室文書課、1973年6月22日、4面。
5. 1 2  「私鉄年表」『私鉄車両編成表 -全国版- '84年版』ジェー・アール・アール、1984年8月1日、141頁。
6. ↑  “三陸鉄道で脱線事故”. 交通新聞 (交通新聞社):  p. 3. (1994年2月24日)
7. ↑  “三陸鉄道南リアス線盛〜吉浜間運転再開のお知らせ”.   三陸鉄道 (2013年2月15日). 2013年3月1日閲覧。

### 利用状況
1. 1 2  「10.運輸・通信」『大船渡市統計書 令和6年版』（PDF）（レポート）大船渡市、2025年5月、41頁。2025年6月24日閲覧。
2. ↑  「10.運輸・通信」『大船渡市統計書 平成17年版』（PDF）（レポート）大船渡市、2006年3月、62頁。2025年6月24日閲覧。
3. ↑  「10.運輸・通信」『大船渡市統計書 平成20年版』（PDF）（レポート）大船渡市、2009年3月、58頁。2025年6月24日閲覧。
4. ↑  「10.運輸・通信」『大船渡市統計書 平成23年版』（PDF）（レポート）大船渡市、2012年8月、58頁。2025年6月24日閲覧。
5. ↑  「10.運輸・通信」『大船渡市統計書 平成28年版』（PDF）（レポート）大船渡市、2017年4月、43頁。2025年6月24日閲覧。
6. ↑  「10.運輸・通信」『大船渡市統計書 令和元年版』（PDF）（レポート）大船渡市、2020年7月、43頁。2025年6月24日閲覧。
7. ↑  「10.運輸・通信」『大船渡市統計書 令和2年版』（PDF）（レポート）大船渡市、2021年6月、43頁。2025年6月24日閲覧。
8. ↑  「10.運輸・通信」『大船渡市統計書 令和3年版』（PDF）（レポート）大船渡市、2022年7月、41頁。2025年6月24日閲覧。
9. ↑  「10.運輸・通信」『大船渡市統計書 令和4年版』（PDF）（レポート）大船渡市、2023年5月、41頁。2023年7月14日閲覧。
10. ↑  「10.運輸・通信」『大船渡市統計書 令和5年版』（PDF）（レポート）大船渡市、2024年4月、41頁。2025年6月24日閲覧。